# Bill Goodwin (Schauspieler)
William „Bill“ Nettles Goodwin (* 28. Juli 1910 in San Francisco, Kalifornien; † 9. Mai 1958 in Palm Springs, Kalifornien) war ein US-amerikanischer Schauspieler sowie Radio- und Fernsehmoderator.

## Leben und Karriere
Goodwin verließ die University of California im Jahr 1930 noch vor seinem Studienabschluss, um eine Karriere als Radioansager zu beginnen. Nach anfänglich kurzlebigen Jobs bei verschiedenen Radiostationen verbesserte er sein Handwerk und wurde schließlich zunehmend erfolgreich. Er wirkte unter anderem für neun Jahre als Ansager und in einer weiteren Sprechrolle an der Radioshow von George Burns und Gracie Allen mit, ebenfalls längere Zeit an Bob Hopes Bob Hope Show. Diese Radioshows wurden in den 1930er- und 1940er-Jahren – als das Radio vor dem Durchbruch des Fernsehens ein abendliches Leitmedium darstellte – von Millionen Amerikanern gehört. Weiterhin war er Ansager für weitere Künstler wie Joe Penner, Edgar Bergen, Sammy Kaye und Frank Sinatra, außerdem lange Ansager der beliebten Radio-Sitcom Blondie (in zwei Filmen der Blondie-Reihe spielte er später sich selbst in der Rolle des Ansagers). 1947 führte er im Radio einige Monate durch seine eigene The Bill Goodwin Show.
Ab 1940 begann Goodwin auch als Filmschauspieler vor die Kamera zu treten. Nachdem er in seinen ersten Filmen mehr oder weniger sich selbst als Ansager gespielt hatte, unterschrieb er 1942 einen Studiovertrag bei Paramount Pictures. Danach erhielt er größere und unterschiedlich gelagerte Rollen, wobei es sich bei der Mehrzahl seiner Filme um Komödien handelte. 1945 spielte er in Alfred Hitchcocks Thriller Ich kämpfe um dich einen Hoteldetektiv, der sich von Ingrid Bergmans Hauptfigur um den Finger wickeln lässt. In der Filmbiografie Der Jazzsänger (1946) und der Fortsetzung Jolson Sings Again (1949), die beide das Leben von Al Jolson zum Thema haben, verkörperte er die fiktive Figur von Jolsons Agenten und Freund Tom Baron. Wie in den Jolson-Filmen gab Goodwin auch in anderen Streifen besonders oft in Nebenrollen den besten Freund des Helden. Zu eigenen Hauptrollen kam er in wenigen kleineren Filmen wie House of Horrors (1946) und Fräulein Wildfang (1948). In Ein tolles Gefühl (1949), Bezaubernde Frau (1950) und Das blonde Glück (1954) war er jeweils an der Seite von Doris Day zu sehen.
Obgleich er eine Filmkarriere aufgenommen hatte, blieb Goodwin parallel als Radioansager tätig und weitete seine Moderationsarbeit in den 1950er-Jahren auch auf das beliebter werdende Medium Fernsehen aus. Seine Zusammenarbeit mit George Burns und Gracie Allen setzte sich fort, als er von 1950 bis 1951 als Ansager in deren George Burns and Gracie Allen Show auftrat, ehe er diese Aufgabe an Harry von Zell weitergab. Danach führte er von 1951 bis 1952 durch seine eigene Bill Goodwin Show. Anschließend war er unter anderem Ansager für die The Gerald McBoing-Boing Show (1956–1957), eine der ersten Zeichentrickserien der Fernsehgeschichte, und in seinem Todesjahr für die Dramaserie Colgate Theatre.
Am 9. Mai 1958 wurde der 47-jährige Goodwin nahe Palm Springs tot am Steuer seines am Straßenrand stehenden Wagens aufgefunden, er war offensichtlich einem Herzinfarkt erlegen. Er war von 1938 bis zu seinem plötzlichen Tod mit der Schauspielerin Philippa Hilber (1918–1996) verheiratet, das Paar hatte vier Kinder. Für seine Radioarbeit erhielt Goodwin im Jahr 1960 posthum einen Stern auf dem Hollywood Walk of Fame. Beigesetzt ist Bill Goodwin im Desert Memorial Park in Cathedral City.

## Filmografie (Auswahl)
- 1940: Let’s Make Music
- 1941: Blondie in Society
- 1942: Blondie Goes to College
- 1942: Wake Island
- 1943: Keine Zeit für Liebe (No Time for Love)
- 1943: Mutige Frauen (So Proudly We Hail!)
- 1943: Riding High
- 1944: Badende Venus (Bathing Beauty)
- 1945: Incendiary Blonde
- 1945: Ich kämpfe um dich (Spellbound)
- 1946: Mutterherz (To Each His Own)
- 1946: House of Horrors
- 1946: Earl Carroll Sketchbook
- 1946: Der Jazzsänger (The Jolson Story)
- 1947: Michael schafft Ordnung (Heaven Only Knows)
- 1948: Fräulein Wildfang (Mickey)
- 1948: Das ist also New York (So This Is New York)
- 1949: The Life of Riley
- 1949: Ein tolles Gefühl (It’s a Great Feeling)
- 1949: Jolson Sings Again
- 1950: Bezaubernde Frau (Tea for Two)
- 1950–1951: The George Burns and Gracie Allen Show (Fernsehserie, 24 Folgen)
- 1951–1952: The Bill Goodwin Show (Fernsehserie)
- 1952: Ein Baby kommt selten allein (The First Time)
- 1954: Das blonde Glück (Lucky Me)
- 1956: Das schwache Geschlecht (The Opposite Sex)
- 1956: Na, na, Fräulein Mutti (Bundle of Joy)
- 1958: Das ist Musik (The Big Beat)
- 1958: Going Steady
- 1958: The Eve Arden Show (Fernsehserie, 2 Folgen)